# Rudi Čačinovič
Rudi Čačinovič (roj. Csacsinovics Rezső) slovenski družbenopolitični delavec, diplomat in publicist, * 23. marec 1914, Rakičan, Avstro-Ogrska † 14. januar 2008, Ljubljana, Republika Slovenija.

## Življenje in delo
Oče mu je bil gostilničar Imre (Mirko) Čačinovič, mati mu je bila gostilničarka Julijana (rojena Pintarič). Maturiral je leta 1932 na mariborski gimnaziji. Študij prava na ljubljanski Pravni fakulteti je prekinil in se posvetil novinarstvu in publicistiki. Leta 1933 je postal član Komunistične partije Jugoslavije, bil med organizatorji lista Novi čas ter v letih 1934−35 sourednik Ljudske pravice v Prekmurju ter delal v uredništvu mariborskega Večernika. Več let je delal tudi kot zunanjepolitični komentator časnika Dnevnik. Dejaven pa je bil tudi v Akademskem agrarnem klubu Njiva in v Klubu prekmurskih akademikov. 
Po 2. svetovni vojni je delal v politiki in v diplomaciji. Bil predsednik Okrajnega ljudskega odbora Murska Sobota (1957-62), nato sekretar ideološke komisije CK ZKS ter prvi jugoslovanski veleposlanik v Zvezni republiki Nemčiji (1968-73), pozneje, po padcu režima generala Franca, pa tudi prvi jugoslovanski veleposlanik v Španiji (1977-81). Na jugoslovanskem predstavništvu v Budimpešti je vodil trgovinsko predstavništvo, nato pa je enake naloge opravljal še v Buenos Airesu. Več let je preživel v Švici, najprej kot častni konzul, potem pa kot prvi sekretar veleposlaništva v Bernu. Bil je tudi predsednik komisije za mednarodne odnose v nekdanji Skupščini Socialistične republike Slovenije (1982-86). 
Po osamosvojitvi Slovenije je ustanovil Slovensko društvo za mednarodne odnose in bil njegov prvi predsednik. Bil je tudi avtor več knjig. Pisal je članke zunanje trgovinske in zunanjepolitične vsebine ter prevajal iz madžarščine in latinskoameriške španske literature. Leta 1985 je izšla obsežna knjiga spominov Poslanstva in poslaništva.

## Knjige
- Poslanstva in poslaništva
- Zgodbe minulega sveta (COBISS)
- Slovensko bivanje sveta : razvoj in praksa diplomacije (COBISS)
- Časi preizkušenj : prispevki k zgodovini Prekmurja (COBISS)
- Smeh in naključje v diplomaciji : diplomatski mozaik (COBISS)
- Svet v krizi (COBISS)
- Med dvema cerkvama : zapisi dvakrat razočaranega vernika (COBISS)